# زنان در فناوری بین‌المللی
زنان در فناوری بین‌المللی (WITI) سازمانی است که دستاوردهای زنان در فناوری را ترویج و پشتیبانی می‌کند و فرصت‌ها و ایده‌ها را گسترش می‌دهد. این سازمان توسط کارولین لیتون در سال ۱۹۸۹ به عنوان شبکه بین‌المللی زنان در فناوری تأسیس شد. این اتحادیه در سال ۲۰۰۱ زمانی که به عنوان یک سازمان تجاری برای زنان در فناوری فعالیت می‌کرد به سازمان حرفه‌ای WITI تغییر نام داد
این سازمان به‌خاطر ساختن تالار مشاهیر زنان در فناوری بین‌المللی، که سهم قابل توجهی در معرفی زنان اثرگذار در حوزه فناوری داشته، شناخته شده‌است.

## تاریخ
کارولین لیتون WITI را در سال ۱۹۸۹ تأسیس کرد، که در شروع به‌عنوان شبکه بین‌المللی زنان در فناوری راه‌اندازی شد، تا به گسترش کسب‌وکار زنان شاغل در تمام بخش‌های فناوری کمک کند و در عین حال دسترسی دیگران را در زمینه‌های مورد علاقه خود مهیا کرده و از آنها پشتیبانی کند. در سال ۲۰۰۱، WITI به اتحادیه حرفه‌ای WITI تبدیل شد. با توجه به تقاضای بین‌المللی، امروزه WITI به عنوان شرکتی عمل می‌کند که طیف گسترده‌ای از خدمات و محصولات را برای اعضا و شرکای شرکت ارائه می‌کند.

## شبکه‌های WITI

### شبکه حرفه‌ای WITI
شبکه‌های WITI برای حرفه‌ای‌هایی که فناوری را برای کسب‌وکار و حرفه‌شان محوری و مهم می‌دانند، ارتباطات، منابع و فرصت‌ها را فراهم می‌کنند.